# Малиновський (Медведевський район)
Мали́новський (рос. Малиновский, марій. Малиновский) — селище у складі Медведевського району Марій Ел, Росія. Входить до складу Руемського сільського поселення.

## Населення
Населення — 18 осіб (2010; 50 у 2002).
Національний склад (станом на 2002 рік):
- лучні марійці — 64 %
- росіяни — 36 %